# Bulbophyllum deltoideum
Bulbophyllum deltoideum är en orkidéart som beskrevs av Oakes Ames och Charles Schweinfurth. Bulbophyllum deltoideum ingår i släktet Bulbophyllum och familjen orkidéer. Inga underarter finns listade i Catalogue of Life.